# Saint-Julien-du-Terroux
Saint-Julien-du-Terroux ist eine französische Gemeinde mit 257 Einwohnern (Stand: 1. Januar 2022) im Département Mayenne in der Region Pays de la Loire; sie gehört zum Arrondissement Mayenne und zum Kanton Lassay-les-Châteaux. 

## Geographie
Saint-Julien-du-Terroux liegt etwa 31 Kilometer nordnordöstlich des Stadtzentrums von Mayenne am Fluss Mayenne, der die Gemeinde im Norden begrenzt. Hier mündet auch der Zufluss Anglaine. Umgeben wird Saint-Julien-du-Terroux von den Nachbargemeinden Rives d’Andaine im Nordwesten und Norden, Méhoudin im Nordosten, Madré im Osten, Chevaigné-du-Maine im Süden, Lassay-les-Châteaux im Südwesten und Westen sowie Thubœuf im Westen und Nordwesten.

## Bevölkerungsentwicklung
| Jahr                       | 1962 | 1968 | 1975 | 1982 | 1990 | 1999 | 2006 | 2019 |
| Einwohner                  | 314  | 319  | 268  | 276  | 245  | 232  | 257  | 223  |
| Quellen: Cassini und INSEE |      |      |      |      |      |      |      |      |

## Sehenswürdigkeiten
- Kirche Saint-Julien
- Schloss La Bermondière, Monument historique

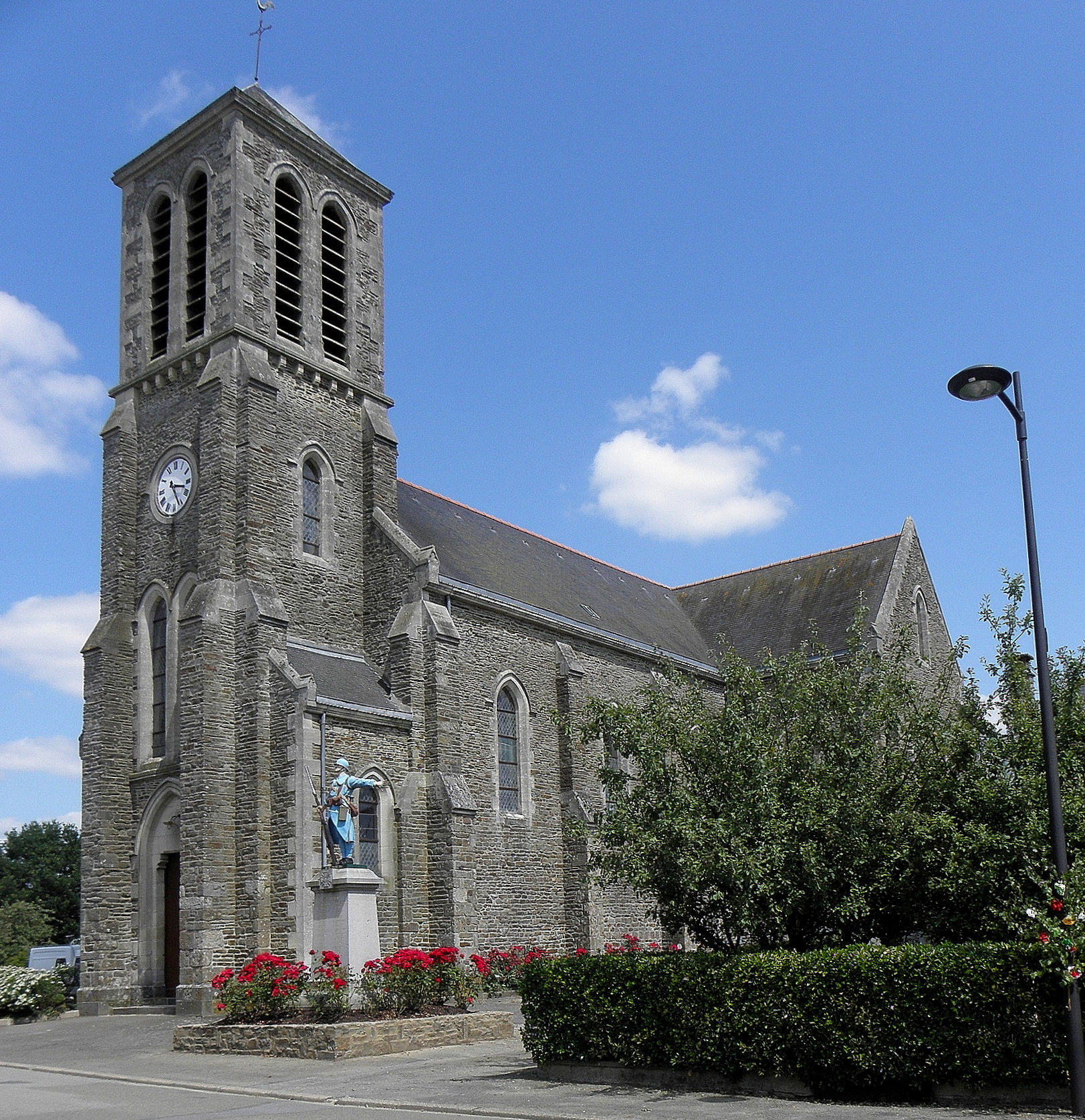
Kirche Saint-Julien